# Камен Калев
Камен Калев е български режисьор.

## Биография и творчество
Роден е през 1975 г. в черноморския град Бургас.
След завършване на средното си образование във френската гимназия в Бургас Калев следва две години операторско майсторство в НАТФИЗ. След това продължава образованието си във френската Национална академия за киноизкуство „Фемис“ в Париж. Със своите първи филми той взима участие във филмовите фестивали в Сараево, Берлин, Ню Йорк, Стокхолм, Кан и други. Автор е на над 60 комерсиални и музикални видеоклипа.
През 2005 и 2007 г. заедно с Димитър Митовски Калев представя творбите си „Върнете заека“ и „Лошият заек“ на филмовия фестивал в Кан.
През 2009 г. неговият филм „Източни пиеси“ е сред участниците на филмовия фестивал в Кан, като е първият български филм в официалната селекция от 1990 година. Българската премиера на филма е на 6 октомври 2009 г. в Бургас. „Източни пиеси“ е неговият първи пълнометражен игрален филм, реализиран без държавно финансиране. За първи път е представен на филмовия фестивал в Сараево.

## Филмография
Късометражни
- 'Orpheus'
- 'Maltonius Olbren'
- „Върнете заека“
- „Лошият заек“

Пълнометражни
- „Февруари“ (2020)
- „С лице надолу“ (2015)
- „Островът“ (2011)
- „Източни пиеси“ (2009)

## Отличия
- Международен филмов фестивал Токио 2009[2][3]
  - Най-добър режисьор (Източни пиеси)
- Международен филмов фестивал, Варшава 2009[4]
  - Награда от конкурса 1-2 (режисьорски конкурс за дебютни филми) (Източни пиеси)
- Международен филмов фестивал, Братислава 2009 [5][6]
  - Най-добър режисьор (Източни пиеси)
  - Награда на икуменическото жури (Източни пиеси)
- Лас Палмас филмов фестивал 2010[7]
  - Най-добър режисьорски дебют (Източни пиеси)
- Награда Стоян Камбарев за изявени творци, учредена фондация „Стоян Камбарев“ на актрисата Деси Тенекеджиева и приятели на починалия режисьор, в конкуренция с номинациите на поета Тома Марков, актьора и драматург Камен Донев, режисьора Явор Гърдев и визуалния артист Бора Петкова.[8]